# Gillo Dorfles
Gillo Dorfles (12. dubna 1910 Terst – 2. března 2018 Milán) byl italský kritik umění, malíř a básník. Studoval medicínu se specializací na psychiatrii. Později působil jako pedagog na univerzitách v Terstu, Miláně a Cagliari. V roce 1956 stál u zrodu organizace Associazione per il disegno industriale. V roce 2010, u příležitosti jeho stých narozenin, proběhla v Miláně výstava jeho děl nazvaná „L'avanguardia tradita“. Další výstavu měl například v roce 2012 na přehlídce Triennale di Milano. Jejím organizátorem byl sám Dorfles a nesla název „Dorfles. Kitsch – oggi il kitsch“. Roku 2013 vydal knihu Poesie, která obsahovala jeho do té doby nevydanou básnickou tvorbu z let 1941 až 1952.